# Маний Ацилий Вибий Фаустин
Маний Ацилий Вибий Фаустин (лат. Manius Acilius Vibius Faustinus) — римский политический деятель второй половины II века.
По одной из версий, отцом Фаустина был консул 152 года Маний Ацилий Глабрион. В 179 году он занимал должность консула-суффекта вместе с Луцием Юлием Прокулианом. Кроме того, Фаустин входил в состав жреческих коллегий палатинских салиев и фламинов. Дальнейшая его биография неизвестна.